# NGC 4779
NGC 4779 је спирална галаксија у сазвежђу Девица која се налази на NGC листи објеката дубоког неба.
Деклинација објекта је + 9° 42' 33" а ректасцензија 12h 53m 50,7s. Привидна величина (магнитуда) објекта NGC 4779 износи 12,2 а фотографска магнитуда 13,0. NGC 4779 је још познат и под ознакама UGC 8022, MCG 2-33-34, MK 781, CGCG 71-68, IRAS 12513+0958, PGC 43837.